# Knut Długi
Knut II Długi, także Kanut II Długi, szw. Knut Långe till Sko; Knut Holmgersson (zm. 1234 pod Sparsatra) – król Szwecji w latach 1229-1234.
Knut był prawdopodobnie prawnukiem króla Eryka IX z dynastii Erykidów. Ów ród w latach 1120-1250 prowadził walki z dynastią Swerkerydów o władzę nad Szwecją, a konkurujący o władzę naprzemiennie zasiadali na tronie. Kroniki wspominają, że jego ojciec Holmger był "neposem" (zazwyczaj znaczy to bratanek/siostrzeniec) króla Knuta Erikssona, syna Eryka IX.

## Życiorys
W 1222 władzę w Szwecji objął Eryk XI Eriksson. Ponieważ miał on wówczas zaledwie sześć lat oraz prawdopodobnie był upośledzony (miał przydomek Sepleniący i Chromy), Knut objął nad nim regencję. Po siedmiu latach regent zbuntował się przeciw Erykowi i wzniecił powstanie. Po bitwie pod sudermańską Olustrą (1229) małoletni władca został wygnany, a pełnię władzy objął Knut. Za swych rządów z pewnością bił własną monetę, lecz niewiele więcej o nim wiemy. W 1231 zapewne został koronowany, ale już 3 lata później zmarł w bitwie ze zwolennikami Eryka. Po śmierci Knuta do kraju powrócił Eryk XI i sam objął tron, uniemożliwiając to synom poprzednika.

## Małżeństwo i potomstwo
Jego małżonką była Helena Pedersdatter Strange (ok. 1200-ok. 1255), która po jego śmierci wyszła za możnego Filipa z rodu Ulfeldt. Doczekali się dwójki dzieci:
- Holmgera Knutssona, który rościł sobie prawa do tronu po ojcu; został stracony w 1247 po bitwie pod Sparrsätra;
- Filipa Knutssona, straconego w 1251 podczas wojny dynastii Folkungów o władzę